# 大上清宫遗址
大上清宫遗址位于中国江西省贵溪市上清镇龙虎山。

## 历史
大上清宫是道教正一道祖师张道陵修道之所，原名“天师草堂”，后代先后改为“传录坛”、“真仙观”、“上清观”、“上清正一宫”，规模宏大。太平天国战争和第一次國共內戰期间，大上清宫都遭到破坏。1930年，大上清宫主体建筑毁于火灾，成为废墟，仅存福地门、午朝门、钟楼、下马亭、东隐院等建筑。1950年代修建鹰厦铁路，横穿大上清宫废墟，兴修铁路挖出的废土将大上清宫主体基址掩埋，残存建筑全遭毁坏。2000年，龙虎山风景旅游区管委会修复了大上清宫的福地门、下马亭、午朝门、钟鼓楼、东隐院和伏魔殿等建筑。
2014-2018年，大上清宫遗址进行四年的考古发掘，规模宏大，遗址占地面积达30余万平方米。2019年10月7日公布为第八批全国重点文物保护单位。

## 建筑
- 福地门：砖券拱门，柱联：“福地哪容凡客到，仙源未许俗人窥”。
- 龙街：一条弯曲的S形红石甬道，长100米。
- 下马亭：28根柱子，对应天上二十八星宿。
- 棂星门（午朝门）：柱联：“玉玺传家，龙虎山中真宰相；金符报国，麒麟阁上活神仙”；两侧为钟鼓楼，钟楼门联“一声响彻云天外；万象回归道德中”。
- 东隐院：位于大上清宫院内东侧，是大上清宫唯一保留下来的清代建筑；供奉“通议大夫、妙正真人娄近垣神位”。
- 伏魔殿：传说中张天师关押妖魔处，门上封贴封条、镇妖符；门联：“千年归匿风平浪静；一旦现形地动山摇”。